# Фалек (военачальник)
Фалек (др.-греч. Φάλαικος; IV век до н. э., Фокида — погиб в 342 году до н. э. во время осады Кидонии на Крите) — стратег-автократор Фокидского союза 352/351—346 годов до н. э.
Фалек наследовал должность стратега-автократора Фокидского союза после смерти дяди Фаилла. Его правление пришлось на вторую половину Третьей Священной войны, когда Фокида была истощена за счёт продолжительной войны. В этих условиях Фалек был вынужден, в первую очередь, заботиться о содержании войска наёмников, которые составляли главную опору его власти.
Вследствие ряда противоречивых действий Фалек утратил поддержку со стороны Афин и Спарты и был вынужден в 346 году до н. э. капитулировать перед македонским царём Филиппом II. После этого он ещё несколько лет во главе войска наёмников вёл военные действия на Крите, где и погиб.

## Биография

### Происхождение. Ранние годы
Рождение Фалека относят к  в первой половине IV века до н. э. Согласно Диодору Сицилийскому, он родился в семье влиятельного политика Фокиды Ономарха Павсаний назвал Фалека племянником Ономарха, сыном его брата Фаилла. В данном вопросе современные историки отдают предпочтение информации из Диодора.
Детство Фалека проходило в условиях Третьей Священной войны, которая началась в 356 году до н. э. с захвата Фокидой священного центра Древней Греции Дельф. В 355/354 году до н. э. Ономарх стал стратегом-автократором Фокидского союза и вначале достиг значительных успехов, однако в 353/352 году до н. э. его войско было разбито в битве на Крокусовом поле македонским царём Филиппом II. Отец Фалека Ономарх погиб, а следующим правителем Фокиды стал его дядя Фаилл. Вскоре, в конце 352 года до н. э. или в начале 351 года до н. э., Фаилл умер от болезни, перед смертью передав должность стратега-автократора Фалеку. Поскольку тот был ещё слишком юным, опекуном и соправителем был назначен друг (и, по-видимому, родственник) Фаилла Мнасей. Однако в том же году, Мнасей погиб во время сражения с беотийцами и Фалек стал единоличным правителем Фокиды.

### Правитель Фокиды
Первым зафиксированным в источниках действием Фалека на посту стратега-автократора стала попытка захватить крупный город в Беотии Херонею. Первая попытка была неудачной и Фалек потерял большую часть своей конницы, однако через некоторое время его войска смогли проникнуть в город. Вскоре основное войско беотийцев заставило Фалека покинуть Херонею и, развивая успех, те вторглись в Фокиду, опустошили сельскую местность и разграбили несколько мелких городков.
Война, продолжавшаяся с переменным успехом уже несколько лет, привела к истощению ресурсов Фокиды, пострадавшей от беотийских вторжений. По образному выражению К. Ю. Белоха, «страна [была] превращена в пустыню продолжительной войной». Наёмная армия Фокидского союза финансировалась за счёт средств, взятых из сокровищницы Дельфийского храма, но и эти ресурсы начали иссякать. Фалек даже был вынужден начать раскопки, надеясь обнаружить припрятанные сокровища. По одной из версий, с плачевным состоянием фокидских финансов была связана отправка отряда наёмников на Эвбею для военных действий на стороне эретрийского промакедонского тирана Клитарха. Такая помощь, которая усиливала влияние враждебной Фокиде Македонии на Эвбее и ослабляла сторонников Фокиды Афины, закономерно привела к изоляции Фалека. Несмотря на это Фалек смог нанести беотийцам ряд поражений и в 349—348 годах до н. э. захватить Коронею, Корсию и Орхомен.
Беотийцы, которые не могли смириться с оккупацией части их городов фокидянами, заручились поддержкой македонского царя Филиппа II. Фокида была истощенна продолжительной войной; после военной неудачи при Абах, в которой погибло около 500 человек, осенью 347 года до н. э. Фалек был смещён со своего поста, а руководителями Фокиды назначены три стратега — Динократ, Каллий и Софан. Официальным поводом для смены власти стало обвинение в разграблении храмовых сокровищ Дельф, чем, кроме Фалека, занимались и его предшественники — Филомел, Ономарх и Фаилл. Новые стратеги предложили афинянам и спартанцам занять города рядом с Фермопильским ущельем, чтобы обезопасить Фокиду и Среднюю Грецию от вторжения македонян. Союзники Фокиды приняли предложение. Афиняне отправили стратега Проксена под Фермопилы, из Спарты выступил царь Архидам III с тысячью гоплитов. Однако организация совместного отпора македонской экспансии провалилась. Фалек, который сохранил своё влияние в Фокиде, в начале 346 года до н. э. вновь каким-то образом добился своего назначения стратегом-автократором. Первым делом он дезавуировал решения предшественников и заставил афинян и спартанцев покинуть Фокиду. По одной версии, Фалек посчитал присутствие иноземных военных контингентов на подконтрольных ему землях угрозой собственной власти. Также не исключено, что к тому моменту Фалек вёл сепаратные переговоры с Филиппом II, так как разуверился в возможности победы, и данное решение было частью закулисных договорённостей.
На этом фоне афиняне заключили Филократов мир с Македонией, тем самым предопределив дальнейшую судьбу Фокиды. Филипп II с отрядами союзных фессалийцев вступил в Локриду, в то время как беотийцы начали наступление с юго-востока. В этих условиях продолжение войны стало бесперспективным и Фалек, оговорив для себя и наёмного войска право свободного ухода, сдал македонянам Фермопилы и с восьмью тысячами воинов направился в Пелопоннес. Фокейцы, в свою очередь, были вынуждены капитулировать.

### После бегства из Фокиды
Оставив свою страну на милость победителей, Фалек ушёл на Пелопоннес, став предводителем наёмной армии. Он прихватил с собой остатки казны и какое-то время содержал своё войско на эти деньги. Когда средства начали иссякать, а работы для его людей на полуострове не подворачивалось, Фалек решил попытать счастья на греческом западе, где надеялся захватить власть в каком-нибудь городе или наняться на службу Таренту, который вёл войну с луканами. Он объявил своим людям, что получил приглашение от западных греков и, зафрахтовав в Коринфе несколько кораблей, отплыл в Италию.
В пути у наёмников возникли сомнения в правдивости его слов, в результате чего они подняли мятеж. Экспедицию пришлось прервать. Войско высадилось на мысе Малея, который был одним из основных пунктов вербовки наёмников. Там их наняли посланцы критского города Кносса, ведшего войну со своими соседями. Переправившись на Крит, Фалек захватил город Ликт. Однако изгнанные из города жители обратились за помощью к спартанскому царю Архидаму III, который как раз собирался отплыть на запад на помощь тарентинцам. В итоге тот высадился на Крите и заставил Фалека покинуть Ликт. Тогда Фалек попытался захватить Кидонию, но во время осады около 342 года до н. э. погиб то ли во время пожара, охватившего от удара молнии осадные орудия, то ли в результате ссоры с кем-то из своих воинов.

## Оценки
Фалек пришёл к власти, когда фокидяне уже не могли организовать большие наступательные кампании. После поражения Ономарха в битве на Крокусовом поле северный сосед Фокиды Фессалия находилась под контролем македонян, а война с Беотией перешла в «вязкий» позиционный характер мелких стычек. Античные источники представляли Фалека тираном. Однако, по мнению Г. Берве, власть фокидского стратега-автократора включала одновременно черты диктатуры, монархии и демократии. В условиях военной угрозы тот обладал практически неограниченной властью, чеканил монету со своим именем, однако был зависим от решений Народного собрания, которое на короткое время отправило его в отставку. Одновременно Фалек, чья власть во многом опиралась не на местное население, а на войско наёмников, под конец жизни стал напоминать средневекового кондотьера. Он был вынужден в первую очередь заботиться о содержании войска наёмников. Сепаратные переговоры Фалека с врагом, македонским царём Филиппом II, касались не судьбы фокидян, а его личной безопасности. Приоритет личных интересов над государственными в действиях стратега явно проявился в помощи промакедонскому тирану Эретрии Клитарху, отказе от помощи Афин и Спарты в обороне Фермопил.
Трагическую гибель Фалека, как и его предшественников, античные авторы восприняли в качестве божественной кары за святотатство — разграбление сокровищницы религиозного центра Древней Греции Дельф. Возмездие настигло не только руководителей Фокиды, но и тех, кто пользовался выкраденными драгоценностями, а также наёмников, которые не брезговали деньгами из дельфийской сокровищницы. Так, согласно античным источникам, наёмное войско Фалека после гибели своего военачальника было нанято элейскими изгнанниками. После поражения часть наёмников казнили, часть — продали в рабство. Те из наёмников, которые не последовали за Фалеком на Крит, нанялись к Архидаму III и погибли в Лукании. Также часть наёмников Фалека служили в войске Тимолеонта во время его похода на Сицилию, прославившись одновременно высокими боевыми качествами и низкой дисциплиной. Часть из них погибла в сражениях, а часть была изгнана Тимолеонтом за попытку мятежа. Переправившись в Италию, они разграбили город Бруттий, но затем были настигнуты и уничтожены бруттийцами, которые, по словам Диодора, закидали их всех дротиками.

### Исследования
- Белох К. Ю. Греческая история: в 2 т. / пер. с нем. М. О. Гершензона; под ред. и со вступ. ст. Ю. И. Семёнова.. — М.: Государственная публичная историческая библиотека России, 2009. — Т. 2: Кончая Аристотелем и завоеванием Азии. — ISBN 978-5-85209-215-1.
- Берве Г. Тираны Греции. — Ростов-на-Дону: Феникс, 1997. — (Исторические силуэты). — ISBN 5-222-00368-X.
- Бубнов Д. В. Поход Архидама в Италию (343—338 гг. до н.э.) // Вестник Пермского университета. Серия: История. — 2001. — № 1. — С. 27—43. — ISSN 2219-3111.
- Кембриджская история древнего мира / под редакцией Д.-М. Льюиса, Дж. Бордмэна, С. Хорнблоуэра, М. Оствальда. Перевод, научное редактирование, примечания А. В. Зайкова. — М.: Ладомир, 2017. — Т. VI. Четвёртый век до нашей эры. Второй полутом. — 720 с. — ISBN 978-5-86218-542-3.
- Клеймёнов А. А. Военная кампания Филиппа II 347—346 гг. до н.э.: путь к Филократову миру // Гуманитарные, социально-экономические и общественные науки. — 2015. — № 6—1. — С. 243—247. — ISSN 2221-1373.
- Парк Г. В. Глава 13. Фокидские тираны // Греческие наёмники. «Псы войны» древней Эллады / Перевод книги Л. А. Игоревский. — М.: Центрполиграф, 2013. — 288 с. — ISBN 978-5-9524-5093-6.
- Уортингтон Й[нем.]. Филипп II Македонский. — СПб. — М.: Евразия — ИД Клио, 2014. — 400 с. — ISBN 978-5-91852-053-6.
- Фролов Э. Д. Греция в эпоху поздней классики (Общество. Личность. Власть). — СПб.: Издательский Центр «Гуманитарная Академия», 2001. — 602 с. — (Studia classica). — ISBN 5-93762-013-5.
- Lenschau T[нем.]. Phalaikos 2 // Paulys Realencyclopädie der classischen Altertumswissenschaft :  [нем.] / Georg Wissowa. — Stuttgart : J. B. Metzler’sche Verlagsbuchhandlung, 1938. — Bd. XIX, 2. — Kol. 1612—1613.
- Stier H. E[нем.]. Phayllos 1 // Paulys Realencyclopädie der classischen Altertumswissenschaft :  [нем.] / Georg Wissowa. — Stuttgart : J. B. Metzler’sche Verlagsbuchhandlung, 1938. — Bd. XIX, 2. — Kol. 1902—1903.